# Pauh Tinggi
Pauh Tinggi is een bestuurslaag in het regentschap Kerinci van de provincie Jambi, Indonesië. Pauh Tinggi telt 867 inwoners (volkstelling 2010).